# Circumvesuviana
La Circumvesuviana és una xarxa de línies ferroviàries que cobreixen àmpliament la part est i sud de l'àrea metropolitana de Nàpols i sobre les quals es presta un servei ferroviari metropolità.
La xarxa s'estén per 142 km distribuïts en 6 línies i 97 estacions amb andanes planes, amb una densitat d'1,5 estacions/km. Tota la xarxa, propietat de la Regió de Campània, està gestionada per l'Ente Autonomo Volturno (EAV; Organisme Autònom de Volturno), que hi opera tant com a gestor d'infraestructures com com a empresa ferroviària.

## Història

### Els orígens
L'any 1884 es va inaugurar una línia de via estreta que unia Nàpols amb Baiano, passant per Nola, per la societat anònima Chemin de fer Naples-Nola-Baiano et extensions.
Però el naixement de l'autèntica Circumvesuviana es remunta al 18 de novembre de 1890, quan la Società Anonima Ferrovia Napoli Ottaviano va inaugurar la línia entre aquests emplaçaments. El 9 de febrer de l'any següent aquesta línea es va estendre fins a San Giuseppe Vesuviano (aleshores una frazione d'Ottaviano), arribant als 23 km. Tota la línia estava armada amb una única via de via estreta i funcionava amb tracció de vapor.
El maig de 1901, la gestió va ser assumida per la societat anònima Strade Ferrate Secondarie Meridinali (SFSM, Ferrocarrils secundaris meridionals) que, en pocs anys, va ampliar la línia original fins a Sarno i va crear una nova ruta per la costa que travessava les poblades comunes de Nàpols com Portici, Herculà, Torre del Greco, Torre Annunziata i Pompeia, fins a unir-se a la línia Nàpols-Sarno a Poggiomarino, completant l'anella ideal al voltant del Vesuvi donant vida a l'autèntica Circumvesuviana, d'uns 64 km de llargada, que va travessar 23 municipis, amb una captació d'unes 300.000 persones, i va registrar el transport anual d'uns 3 milions de viatgers.
El 25 de març de 1905 es va activar l'electrificació de la línia Nàpols-Pompeia-Poggiomarino.
Una inauguració important va tenir lloc el 6 de gener de 1913, quan es va activar l'estació de Pugliano, estació d'enllaç amb el ferrocarril Pullano-Vesuvi.

### Després de la Primera Guerra Mundial
Amb la fi de la Primera Guerra Mundial es van acabar les obres d'electrificació de tota la xarxa; mentrestant, el nombre de passatgers transportats va augmentar fins als 6 milions aproximadament registrats el 1926.
Entre 1928 i 1933 totes les estacions es van dotar d'aparells centrals elèctrics amb frens electromecànics amb l'adopció del règim de circulació de Dirigenza Unica. Al mateix temps, la tensió d'alimentació es va augmentar des dels 650 V originals (llavors a 1.000 V), fins a 1200 V.
També es van dur a term les obres d'ampliació fins a Sorrento; l'any 1934 es va inaugurar el primer tram de 12,7 km de Torre Annunziata-Pompei Scavi-Castellammare di Stabia, ja de tracció elèctrica i via única.
El 16 de maig de 1937 també es va fusionar el ferrocarril Nàpols-Nola-Baiano a la xarxa SFSM (Strade Ferrate Secondarie Meridionali).

### Després de la Segona Guerra Mundial
Després de la Segona Guerra Mundial es va iniciar la reconstrucció del ferrocarril que, a més de les destrosses provocades pel conflicte, també va haver de fer front als danys causats per l'erupció del Vesuvi del 1944.

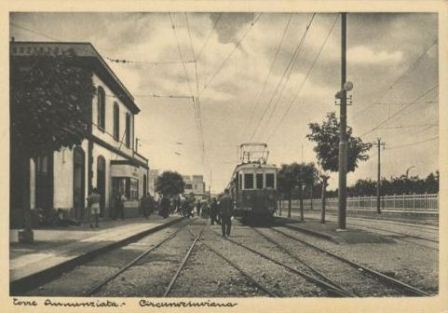
Estació de Torre Annunziata
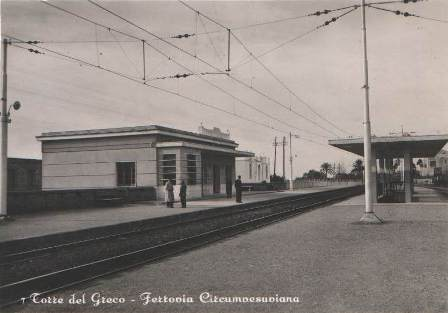
Estació de Leopardi, Torre del Greco

També es van reprendre les obres cap a Sorrento que van requerir unes obres d'enginyeria exigents com un túnel de quasi 4 km entre Castellammare di Stabia i Vico Equense, i un viaducte sobre el qual es va construir l'estació de Seiano.
El 6 de gener de 1948 va entrar en funcionament l'últim tram de 13,6 km de Castellammare di Stabia a Sorrento i es va suprimir el tramvia paral·lel Castellammare di Stabia-Sorrento, que permetia arribar a Nàpols amb una única connexió directa d'uns 47 km mitjançant la ruta comuna amb la línia Nàpols-Poggiomarino des de l'estació de Torre Annunziata Oplontis fins a la terminal de Nàpols Porta Nolana.
L'any 1952, l'estació de Castellammare di Stabia es va convertir en punt d'intercanvi amb el telefèric del mont Faito.

### Des de la dècada del 1960 fins a la dècada del 1990
Entre la dècada del 1960 i la dècada del 1970 la xarxa es va modernitzar completament i algunes estacions, com Portici via Libertà i Cavalli di Bronzo, es van reconstruir des de zero. Totes les andanes de l'estació es van aixecar alhora, per permetre el muntatge encastat dels nous trens elèctrics de la sèrie 001-085 i de la tensió d'alimentació augmentada encara més, fins a 1500 V.
L'any 1974 es va acabar la construcció del taller de Ponticelli, destinat al manteniment de tot el material mòbil.

L'any 1977 es va iniciar la construcció de doble via del tram de la línia Poggioreale-Pomigliano d'Arco, construït en part en túnel artificial, en part en terraplè i en part en viaducte.

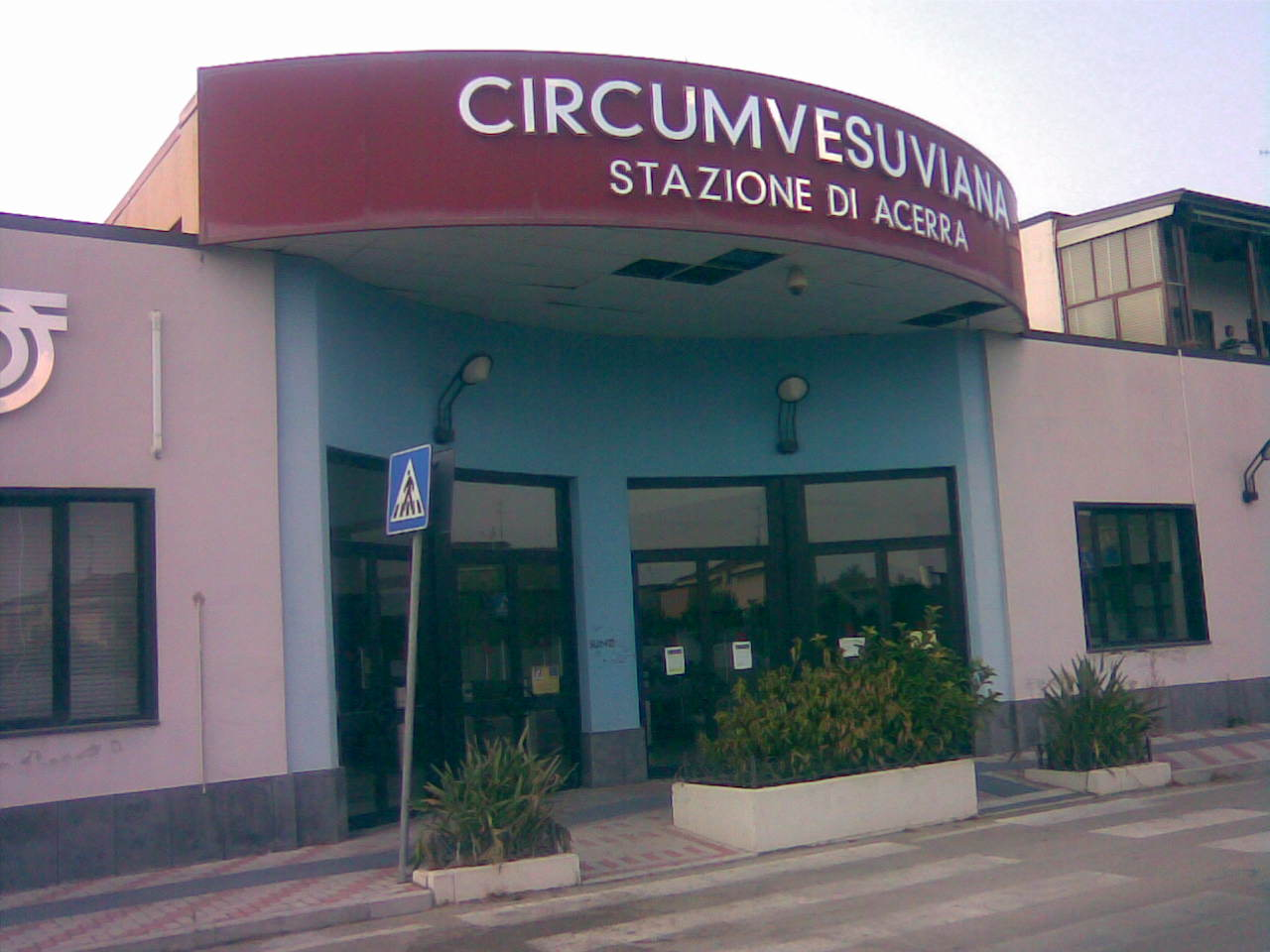
Estació d'Acerra
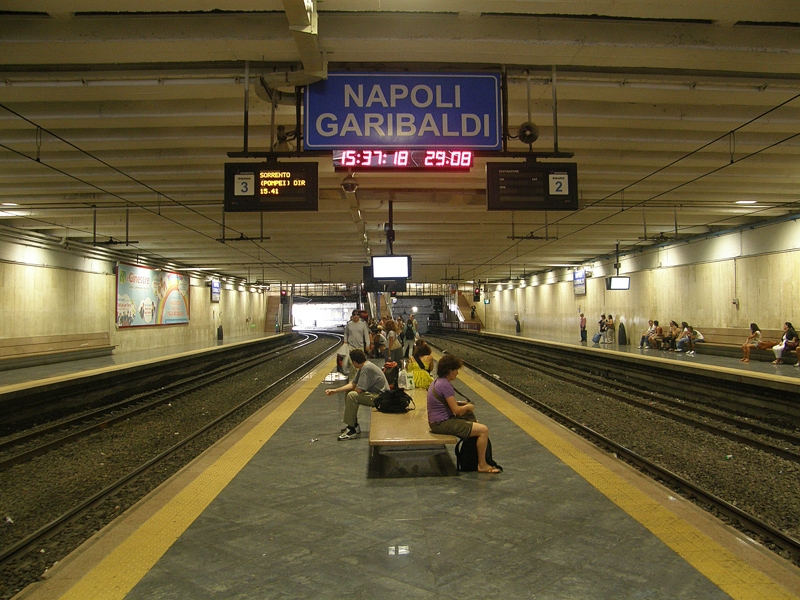
Estació de Napoli Garibaldi

El 16 de desembre de 1985 la xarxa Circumvesuviana va ser rescatada per l'estat i posada sota la gestió comissionada del govern; mentrestant, la regió de Campània va destinar fons importants per a la construcció del tram de doble via Pomigliano d'Arco-Scisciano, que va entrar en funcionament el setembre de 1997, i per complementar el desdoblament de la via entre Poggioreale i Pomigliano d'Arco. En el Pla de Desenvolupament 1985/1987, el mateix organisme incloïa la construcció del doblament entre Torre Annunziata i Castellammare, entre Torre Annunziata i Scafati, i entre Poggiomarino i Sarno.
A la dècada del 1990 es van comprar trens elèctrics addicionals (sèrie 086-118) i es va desdoblar el tram entre Torre Annunziata i Pompei Scavi. Es van construir noves estacions al viaducte en el tram de Pomigliano d'Arco a Scisciano; la línia de Pomigliano d'Arco va arribar a la planta d'Alfa Romeo a Pomigliano d'Arco.

### Des de la dècada del 2000 fins a l'actualitat
Cumplint el Decret Llei 422 de 19 de novembre de 1997, els ferrocarrils d'interès local es van vendre progressivament a les Regions, que van passar a ser responsables dels serveis de transport públic local. Com a part d'aquesta reforma, a partir del 1r de gener de 2001 es va cessar la gestió del comissari del govern i es va constituir la Circumvesuviana Srl, societat de propietat de la regió de Campània. Dos anys després, el 6 de març de 2003, va passar sota el control del holding Ente Autonomo Volturno (EAV).
En el mateix període s'inauguren nous trams formats pel ramal Botteghelle-San Giorgio a Cremano de la línia Nàpols-Baiano, que des de l'estació de Botteghelle enllaça amb San Giorgio a Cremano travessant el barri de Ponticelli amb cinc estacions de metro i el perllongament de la connexió existent entre l'estació de Pomigliano d'Arco i el polígon industrial Alfa Lancia fins a Acerra, aconseguint una longitud de 3 km.
A finals de 2008 es van finalitzar les obres de desdoblament entre les estacions de Ponticelli i Cercola de la línia Nàpols-Ottaviano-Sarno. El mateix any van començar a entrar en funcionament els nous trens elèctrics de la sèrie ETR 200.

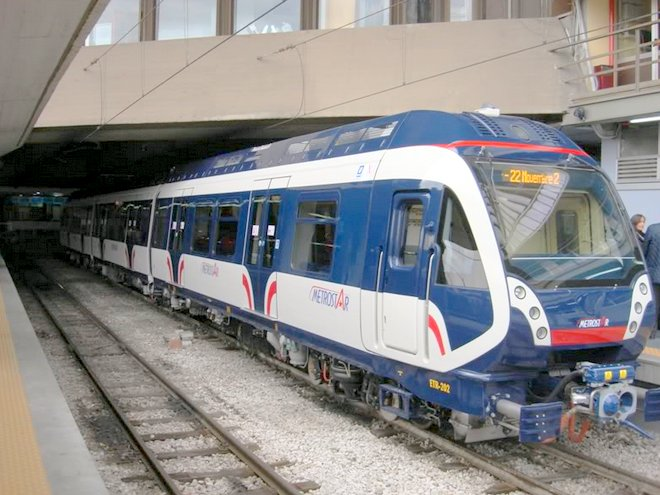
El Metrostar, en funcionament des del 2008
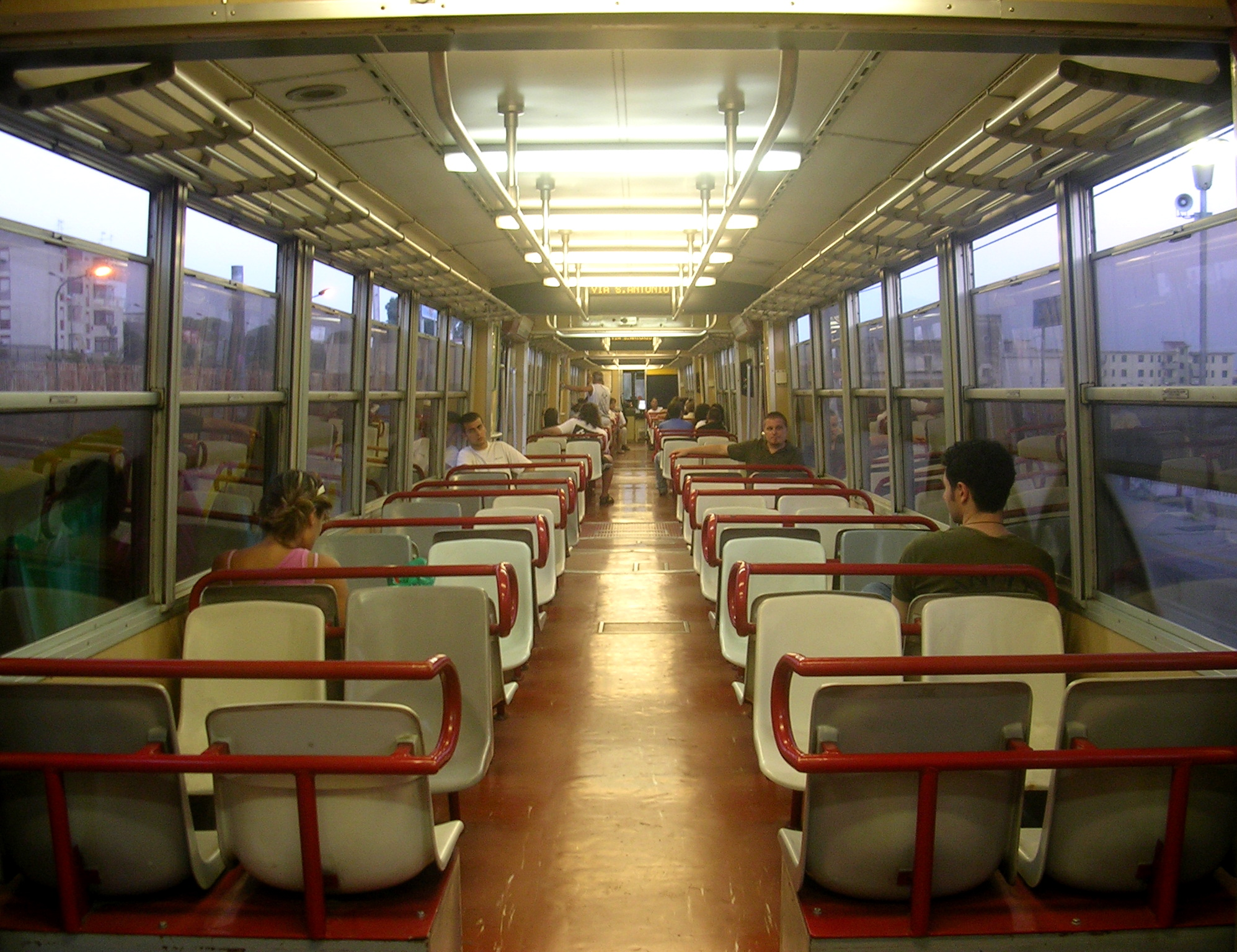
Interior d'un vagó (ETR 001-118)

L'any 2009 es va reobrir un tram de la línia Nàpols-Poggiomarino, incloses les estacions de Boscoreale i Boscotrecase, després de la reconstrucció total de doble via en un lloc subterrani.
L'any 2010 un tren va descarrilar a la zona de Gianturco, causant una mort i nombrosos ferits.
L'any 2011 una forta crisi financera va desbordar les empreses controlades pel grup EAV; els horaris es van reduir moltíssim i les ineficiències, que encara avui persisteixen, es van fer cada cop més freqüents.
Amb l'acte de fusió de 27 de desembre de 2012, la societat gestora es va incorporar a l'EAV, que va assumir en conseqüència l'explotació de tota la xarxa.
L'any 2017 es va inaugurar l'estació Villa Regina-Antiquarium, situada al municipi de Torre Annunziata al llarg de la línia Torre Annunziata-Sorrento. El mateix any es van reprendre les obres de duplicació de les vies entre Pompeia Scavi i Castellammare di Stabia, aturades des del 2011.
Segons l'informe Pendularia de Legambiente del 2019, és el pitjor ferrocarril de rodalies d'Itàlia.

## Característiques
Tota la xarxa està armada amb via d'ample de 950 mm i electrificada a una tensió de 1500 V CC.

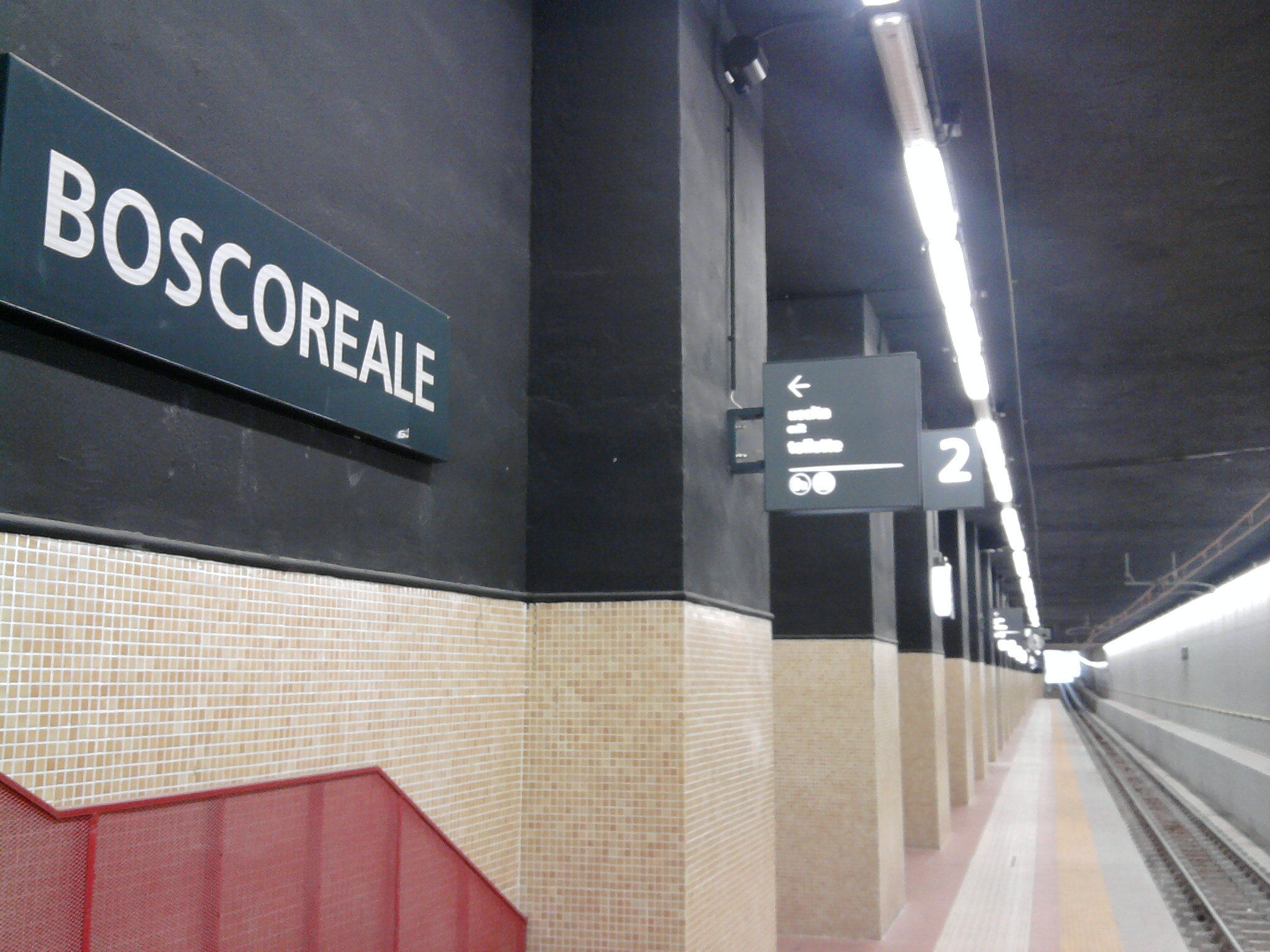
La nova estació de Boscoreale, inaugurada el 2009
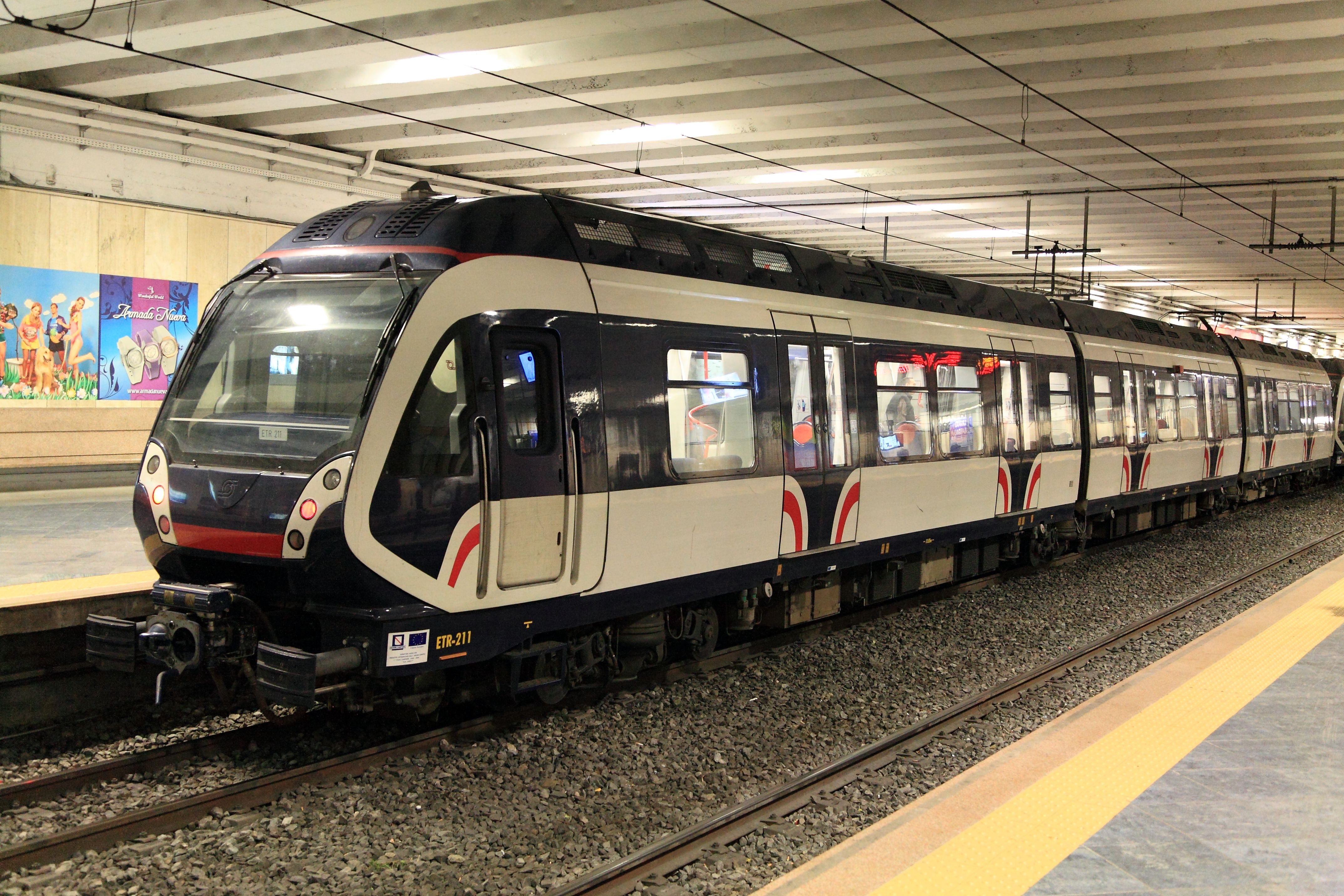
Tren elètric ETR 200 (Metrostar) a l'estació de Napoli Garibaldi

Un cop aturada la gestió única, a principis dels anys 2000, es va equipar tota la xarxa per a la gestió centralitzada en virtut de l'adopció del Control Centralitzat de Trànsit (CTC); al tram Nola-Baiano es va activar l'any 2000; cada estació estava, en conseqüència, dotada d'un aparell elèctric centralitzat amb itineraris.

La xarxa anomenada comunament Circumvesuviana està formada tècnicament per les següents línies (llistades segons l'ordre cronològic d'activació):

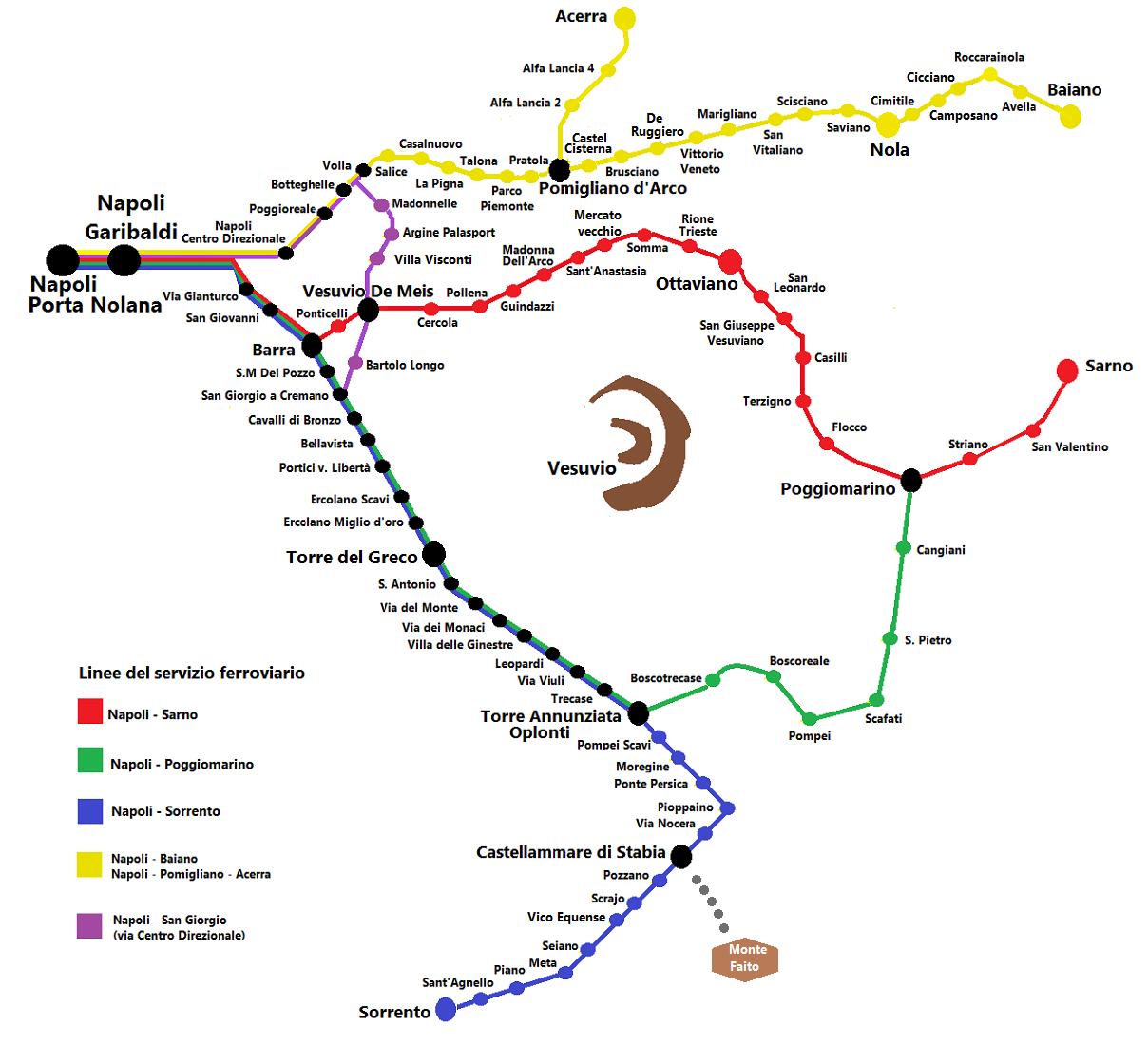
Plànol de la Circumvesuviana

- línia Nàpols-Nola-Baiano
- línia Nàpols-Ottaviano-Sarno
- línia Nàpols-Pompeia-Poggiomarino
- línia Torre Annunziata-Sorrento
- línia Nàpols-Botteghelle-San Giorgio a Cremano
- línia Pomigliano d'Arco-Acerra

Els serveis s'estableixen a través de relacions locals i directes realitzades per l'Ente Autonomo Volturno (EAV; Organisme Autònom de Volturno) d'acord amb una estructura acordada amb la Regió de Campània.

## Material mòbil

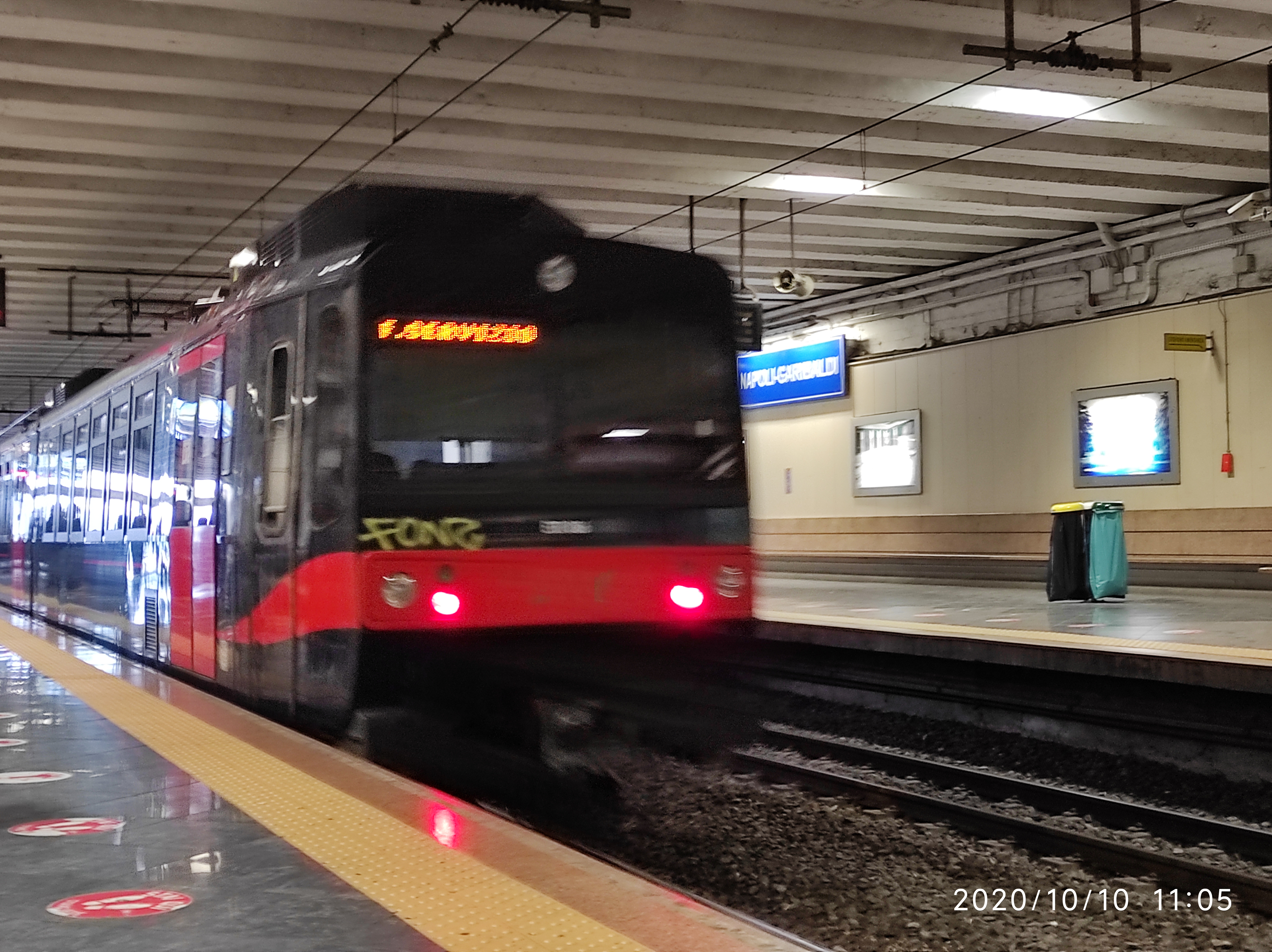
Un tren de les línies Vesuvianes de l'EAV sotmès a renovació entre 2019 i 2020

Després dels trens de vapor de 1904 i dels primers trens elèctrics d'entre les dècades del 1920 i 1940, durant la dècada del 1970 el material mòbil es va renovar totalment amb la gradual entrada en servei de 70 nous trens elèctrics (construïts per Sofer de Pozzuoli i per Asgen (actualment Leonardo) de Gènova). Els motors de tracció estan totalment suspesos sota les caixes externes. La longitud dels trens elèctrics és de 40 metres i l'amplada màxima és de 2,70 metres enfront dels 2,35 metres dels trens antics.
La Llei 93, de 16 d'octubre de 1975, finança el subministrament de 15 trens elèctrics més, que van entrar en servei l'any 1979 augmentant la flota a 85 trens, i de 6 noves subestacions elèctriques mòbils lliurades l'any 1982. L'any 1990 es va incorporar a la flota 33 trens elèctrics de la nova sèrie, també construïts per Sofer i Ansaldo. Els nous ETR tenen característiques de funcionalitat idèntiques a les que ja estan en servei, tot i que s'han introduït nombrosos canvis i millores.
El 24 de novembre de 2008 va entrar en servei el primer dels 26 trens elèctrics ETR 200 (Metrostar), produïts per AnsaldoBreda i Firema. El nou tren es caracteritza per una distribució orientada a donar servei al trànsit metropolità, amb 6 portes per costat i un nombre reduït de seients, per tal de millorar l'accessibilitat i la distribució dels viatgers al llarg de tot el comboi. El subministrament va finalitzar l'any 2015, amb l'entrada en servei del tren 26è.
El 2019 va entrar en servei el primer tren T21 renovat.
El març de 2021, l'EAV adjudica a Stadler el contracte per al subministrament de 40 nous trens elèctrics.
L'any 2021, el material rodant de la Circumvesuviana estava compost de la següent manera:
- 38 trens elèctrics ex Circumvesuviana ETR 001-085. Construïts per Sofer / Asgen en el període 1971/1978, font d'alimentació de 1500 V CC, sistema de frens de disc, cos enrasat. Calibre 950 mm.
- 25 trens elèctrics ex Circumvesuviana ETR 086-118. Construïts per Sofer l'any 1988, font d'alimentació de 1500 V CC, sistema de frens de disc, cos encastat. Calibre 950 mm. 15 d'ells van ser renovats entre el 2019 i el 2021.
- 21 trens elèctrics ex Circumvesuviana ETR 201-226. Construïts per Ansaldobreda / Firema l'any 2008/2009, font d'alimentació de 1500 V CC, sistema de frens de disc, carrosseria enrasada. Calibre 950 mm.

## Tràfic
L'any 2013, la Circumvesuviana va transportar 25.627.200 passatgers.

## En la cultura popular
La Circumvesuviana s'esmenta a la cançó Il fuoco in una stanza de la banda de música The Zen Circus, continguda a l'àlbum homònim publicat l'any 2018 per La Tempesta Dischi.